# Cephalissa siria
Cephalissa siria là một loài bướm đêm trong họ Geometridae.